# Barleria fulvostellata
Barleria fulvostellata är en akantusväxtart. Barleria fulvostellata ingår i släktet Barleria och familjen akantusväxter.

## Underarter
Arten delas in i följande underarter:
- B. f. axillaris
- B. f. fulvostellata
- B. f. mangochiensis
- B. f. scariosa